# جي بي دي فورميس 2019
جي بي دي فورميس 2019 هو سباق دراجات هوائية، وهو الموسم رقم 87 من السباق، وأقيم في 8 سبتمبر 2019، وامتدّ لمسافة 205 كيلومتر، وهو أحد سباقات طواف أوروبا للدراجات 2019، وهو من نوع  سباق يوم واحد، وقد شارك في السباق  169 متسابقاً.
فاز فيه بالمركز الأول  باسكال أكرمان، وبالمركز الثاني  جاسبر فيليبسين، وبالمركز الثالث  Boy van Poppel ‏.

## الفرق
| فرق عالمية (6)- Astana - Bora-hansgrohe - UAE Team Emirates - AG2R La Mondiale - جروباما-إف دي جي - Trek-Segafredo فرق قارية محترفة (14)- Cofidis, Solutions Crédits - Total Direct Énergie - Wanty-Groupe Gobert - فيتال كونسبت 2019 ‏ - بنجوال باوليز ساوكس دبليو بي ‏ - Israel Cycling Academy - Arkéa-Samsic - رومبوت تشارلز 2019 ‏ - ويلير تريستينا-سيل إيطاليا 2019 ‏ - نيبو-فيني فانتيني-يوربا أوفيني ‏ - ديلكو ‏ - سبورت فلاندرين بالويس 2019 ‏ - غازبروم روسفيلو ‏ - نوفو نورديسك 2019 ‏ فرق قارية (4)- إتش بي بي تي بي – أوبير 93 ‏ - أموري وفيتا - برودير 2019 ‏ - Van Rysel–Roubaix ‏ - IAM–Excelsior ‏ |  |
| |  |

## الفائزون
| الترتيب | الفائز          |
| ------- | --------------- |
| الفائز  | باسكال أكرمان   |
| الثاني  | جاسبر فيليبسين  |
| الثالث  | Boy van Poppel ‏ |

## وصلات خارجية
- الموقع الرسمي
- لمحة عن سباق جي بي دي فورميس 2019 على موقع  ProCyclingStats   (برو  سايكلنج  ستاتس) - إحصاءات  محترفي  الدراجات.
- جي بي دي فورميس 2019 على موقع إحصائيات الدراجات الإحترافية (الإنجليزية)